# دنيس ماكجي
دنيس ماكجي (بالإنجليزية: Dennis McGee)‏ هو عازف كمان ‏ أمريكي، ولد في 26 يناير 1893، وتوفي في 3 أكتوبر 1989.

## وصلات خارجية
- دنيس ماكجي على موقع ميوزك برينز (الإنجليزية)
- دنيس ماكجي على موقع ديسكوغز (الإنجليزية)